# Corban Collins
Corban Collins (High Point (Carolina del Norte), 21 de julio de 1994) es un jugador de baloncesto estadounidense que actualmente juega en las filas del KB Trepça de la Superliga de Kosovo. Con 1,91 metros de altura, juega en la posición de escolta.

## Trayectoria deportiva
Formado a caballo en las universidades de LSU Tigers (2012–2013), Morehead State Eagles (2014–2016) y Alabama Crimson Tide (2016–2017). Tras no ser elegido en el draft de la NBA de 2017, en verano de 2017 firmó por el VfL Kirchheim Knights de la ProA (Basketball Bundesliga).
La siguiente temporada disputaría la Svenska basketligan con el BC Luleå, realizando unos promedios de 19.4 puntos, 4.4 rebotes y 4.9 asistencias por partido.
En verano de 2019 firma por el Pallacanestro Cantù para disputar la LEGA 2019-20. Collins dejó el equipo en diciembre de 2019, realizando un promedio de 6.8 puntos, 1.7 rebotes y 1.8 asistencias en 11 juegos para Pallacanestro Cantù.
Tras salir de Cantù se compromete con el Blu Basket 1971 de la Serie A2, la segunda división del baloncesto italiano.
En verano de 2020, firma por A.S. Junior Pallacanestro Casale de la Serie A2, la segunda división del baloncesto italiano.
El 19 de enero de 2021, firma por el Helsinki Seagulls de la Korisliiga.